# Аніан да Ештрада
Аніа́н да Ештра́да (порт. Anião (Anniam) da Estrada; ? — після 1130) — леонський лицар. Уродженець Астурії. Сподвижник португальського графа Генріха Бургундського. Учасник Реконкісти. Згадується у леонській діловій документації між 1106—1130 роками. Отримав від вдови Генріха, графині Терези, право на володіння замками Гойш і Бордейру (між 1113—1117). Став першим сеньйором Гойша, засновником португальського шляхетного роду Гойшів. Батько гойського сеньйора Мартина й коїмбрського єпископа Жуана. Також — Аніан де Естрада, Аніан Естрадський.